# Narthecusa nachtigalii
Narthecusa nachtigalii là một loài bướm đêm trong họ Geometridae.